# Las Chacras
Las Chacras är en ort i Argentina.   Den ligger i provinsen San Luis, i den centrala delen av landet, 700 km väster om huvudstaden Buenos Aires. Las Chacras ligger 1 064 meter över havet och antalet invånare är 176.
Terrängen runt Las Chacras är kuperad västerut, men österut är den platt. Trakten runt Las Chacras är nära nog obefolkad, med mindre än två invånare per kvadratkilometer.. Närmaste större samhälle är Villa de Praga, 12,6 km öster om Las Chacras. 
Omgivningarna runt Las Chacras är i huvudsak ett öppet busklandskap.